# Jeffrey Wright
Jeffrey Wright (født 7. december 1965) er en amerikansk skuespiller og producer, kendt for sin medvirken i bl.a. Syriana og som Felix Leiter i James Bond-filmene Casino Royale, Quantum of Solace og No Time to Die.

## Udvalgt filmografi
- Shaft (2000)
- Ali (2001)
- The Manchurian Candidate (2004)
- Syriana (2005)
- Lady in the Water (2006)
- Casino Royale(2006)
- W. (2008)
- Quantum of Solace (2008)
- Source Code (2011)
- Ekstremt højt og utrolig tæt på (2011)
- Only Lovers Left Alive (2013)
- The Hunger Games: Catching Fire (2013)
- The Hunger Games: Mockingjay - Del 1 (2014)
- The Hunger Games: Mockingjay - Del 2 (2015)
- Westworld (2016)
- No Time to Die (2021)